# Forêt du Barœul
La forêt du Barœul est une vaste forêt du Moyen Âge qui s'étendait entre Lille, Croix et Annapes.
Probablement une des reliques de la forêt préhistorique et de la forêt charbonnière mentionnée par Jules César dans la Guerre des Gaules, qui faisait office de frontière entre la Neustrie et l'Austrasie. Elle semble avoir précocement totalement disparu dès le xiiie siècle.
Le quartier de Villeneuve-d'Ascq, le Sart rappelle le travail des défricheurs qui agrandirent la clairière au XIe siècle, dans la forêt du Barœul.

## Localisation
Son emplacement correspond aujourd'hui au territoire des communes de Lille, Marcq-en-Barœul, Mons-en-Barœul, Villeneuve-d'Ascq et Wasquehal.

## Origine
La forêt du Barœul, du latin  Silva de Barul (sylve de Barœul), est une forêt qui fut une importante réserve de chasse et de bois appartenant à la seigneurie du Breucq vers la fin du xiie siècle.
Le nom de la forêt serait d'origine germanique et doit dater de l'invasion des Francs au ve siècle.

## Historique
En 1066, Baudouin V de Flandres qui a fondé le chapitre de la Collégiale Saint-Pierre de Lille, attribut au chapitre, des terres et le prévôt de Saint-Pierre de Lille reçoit alors trois manses à Baroeul, au Sart. Le défrichement de la forêt de Baroeul est connu depuis 1066 avec l'existence du lieu-dit du Sart situé dans la forêt de Baroeul.
Les seigneurs Dubreucq dont dépend la fôret de Baroeul, sont de généreux donateurs du prieuré de Fives qui se trouve sur leurs terres. En 1136, le comte Thierry d'Alsace indique qu'Hughes Dubreuq qui possède sa motte castrale au bord de la forêt de Baroeul, fait un don de 8 bonniers de terre dans la forêt de Baroeul au profit des moines bénédictins de Saint- Nicaise de Reims. Hughes Dubreucq en faisant ses aumônes, profite de l'essartage  dans la forêt de Baroeul,,. Les dons se poursuivent et les dépendants du prieuré de Fives défrichent et mettent en valeur la forêt de Baroeul,le long du cours d'eau la Phalecque qui traverse le prieuré,. Depuis le xiie siècle, le défrichement est franchement entamé, sur Fives, Mons-en-Barœul et La Madeleine.
La forêt de Barœul est défrichée et devient une zone marécageuse, qui s'étend au nord de Lille et faisant suite aux marais d'Annappes. Ces terres défrichées sont inféodées et une partie est vendue en 1245 à l'abbaye de Flines sous le nom de fief de Baroeul et qui couvre en partie les villages de Marcq-en-Baroeul, Flers et Wasquehal.